# سويدية صغيرة (الرقة)
سويدية صغيرة قرية سورية تتبع ناحية مركز الرقة في منطقة مركز الرقة في محافظة الرقة. بلغ عدد سكانها 809 نسمة في عام 2004 حسب إحصاء المكتب المركزي للإحصاء.